# Kamienica przy ul. Armii Krajowej 25 w Ełku
Kamienica przy ulicy Armii Krajowej 25 w Ełku – zabytkowa kamienica położona w dzielnicy Centrum w Ełku. Zbudowana na początku XX wieku. Obiekt figuruje w Rejestrze Zabytków – nr rej.: 774 z 30.03.1990.